# Marion Fischer (Politikerin)
Marion Fischer (* 17. Juli 1951 in Merseburg) ist eine deutsche Politikerin (CDU).

## Leben und Beruf
Nach dem Berufsausbildung mit Abitur zur Chemielaborantin 1969 absolvierte Marion Fischer ein Studium der Romanistik an der Martin-Luther-Universität Halle-Wittenberg, das sie 1973 abschloss. Anschließend war sie 1973/1975 im Absolventenjahr als Französischlehrerin tätig. 1975 stieg sie ins Familienunternehmen ein und wurde nach der Wende Geschäftsführerin von Fischer Anlagenbau GmbH Merseburg.
Marion Fischer ist evangelisch, verheiratet und hat einen Sohn.

## Partei
Marion Fischer trat nach der Wende 1990 der CDU bei und war in der Partei in verschiedenen Vorstandsämter aktiv. So war sie ab 1991 Kreisvorsitzende der CDU. Weiterhin war sie in der MIT der CDU/CSU tätig. Dort war sie Mitglied des Bundesvorstandes und 1993 stellvertretende Bundesvorsitzende. 1996 war sie Mitglied des Vorstandes des Wirtschaftsrates der CDU.

## Abgeordnete
Bei den Landtagswahlen 1994 und 1998 wurde sie über die Landesliste der CDU in den Landtag von Sachsen-Anhalt gewählt. Bei der Landtagswahl in Sachsen-Anhalt 2002 wurde sie mit 38,4 % der Erststimmen als direkt gewählte Abgeordnete des Wahlkreises Merseburg in den Landtag gewählt.
Im Landtag war sie seit der zweiten Wahlperiode Mitglied im Ausschuss für Wirtschaft, Technologie und Europaangelegenheiten und seit der dritten Wahlperiode zusätzlich noch im Ältestenrat. In der vierten Wahlperiode war sie Vorsitzende des Ausschusses Wirtschaft und Arbeit.